# Gran Premio motociclistico di Francia 1985
Il Gran Premio motociclistico di Francia 1985 fu il nono appuntamento del motomondiale 1985, 51ª edizione del Gran Premio motociclistico di Francia e 29a valida per il motomondiale.
Si svolse il 21 luglio 1985 sul circuito Bugatti di Le Mans e vide la vittoria di Freddie Spencer nella classe 500 e nella classe 250 (alla quarta doppietta stagionale), di Ezio Gianola in classe 125, di Ángel Nieto nella classe 80 e di Egbert Streuer/Bernard Schnieders nei sidecar.
Al termine della giornata è risultato assegnato matematicamente il primo titolo iridato stagionale; se lo è aggiudicato lo svizzero Stefan Dörflinger in classe 80 visto che manca solo una prova alla conclusione e ha un vantaggio di 24 punti sul diretto inseguitore, lo spagnolo Jorge Martínez. Per il pilota svizzero si tratta del quarto titolo mondiale consecutivo nella classe di minor cilindrata del mondiale, due ottenuti in classe 50 e due nella 80 che l'ha sostituita.

## Classe 500
Nella classe regina con il quinto successo stagionale, lo statunitense Freddie Spencer si avvicina sempre di più al titolo mondiale, con il diretto inseguitore, l'altro statunitense Eddie Lawson distanziato di 17 punti e qui giunto al quarto posto.
Sul podio, insieme a Spencer, il francese Raymond Roche e lo statunitense Randy Mamola.

### Arrivati al traguardo
| Pos. | Pilota               | Moto   | Tempo    | Griglia | Punti |
| ---- | -------------------- | ------ | -------- | ------- | ----- |
| 1    | Freddie Spencer      | Honda  | 45.58.33 | 1       | 15    |
| 2    | Raymond Roche        | Yamaha | 46.14.04 | 5       | 12    |
| 3    | Randy Mamola         | Honda  | 46.18.13 | 6       | 10    |
| 4    | Eddie Lawson         | Yamaha | 46.25.22 | 3       | 8     |
| 5    | Ron Haslam           | Honda  | 46.32.18 | 7       | 6     |
| 6    | Pierre-Etienne Samin | Honda  | 47.21.08 | 9       | 5     |
| 7    | Sito Pons            | Suzuki | 47.26.39 | 14      | 4     |
| 8    | Gustav Reiner        | Honda  | 1 giro   | 13      | 3     |
| 9    | Fabio Biliotti       | Honda  | 1 giro   | 16      | 2     |
| 10   | Mike Baldwin         | Honda  | 1 giro   | 18      | 1     |
| 11   | Armando Errico       | Honda  | 1 giro   | 15      |       |
| 12   | Franco Uncini        | Suzuki | 1 giro   | 11      |       |
| 13   | Wolfgang von Muralt  | Suzuki | 1 giro   | 17      |       |
| 14   | Rob Punt             | Suzuki | 1 giro   | 23      |       |
| 15   | Dietmar Mayer        | Honda  | 1 giro   | 29      |       |
| 16   | Maurice Coq          | Suzuki | 1 giro   | 28      |       |
| 17   | Simon Buckmaster     | Suzuki | 2 giri   | 31      |       |
| 18   | Andreas Leuthe       | Suzuki | 2 giri   | 33      |       |

### Ritirati
| Pilota             | Moto       | Motivo | Griglia |
| ------------------ | ---------- | ------ | ------- |
| René Lavigne       | Honda      |        | 32      |
| Neil Robinson      | Suzuki     |        | 26      |
| Didier de Radiguès | Honda      |        | 8       |
| Marco Gentile      | Yamaha     |        | 22      |
| Christian Sarron   | Yamaha     |        | 2       |
| Wayne Gardner      | Honda      |        | 4       |
| Robert McElnea     | Suzuki     |        | 10      |
| Christian Le Liard | Chevallier |        | 24      |
| Stelio Marmaras    | Suzuki     |        | 34      |
| Eero Hyvärinen     | Honda      |        | 25      |
| Boet van Dulmen    | Honda      |        | 20      |
| Dave Petersen      | Honda      |        | 12      |
| Massimo Messere    | Honda      |        | 21      |
| Louis-Luc Maisto   | Suzuki     |        | 27      |

## Classe 250
Nella quarto di litro Freddie Spencer ottiene la settima vittoria stagionale e ormai manca pochissimo per l'ottenimento matematico del titolo iridato, avendo 37 punti di vantaggio sul secondo in classifica Anton Mang a tre gare dal termine della stagione.
Sul podio di Le Mans, insieme a Spencer, sono andati Mang e l'italiano Fausto Ricci.

### Arrivati al traguardo
| Pos. | Pilota               | Moto       | Tempo    | Griglia | Punti |
| ---- | -------------------- | ---------- | -------- | ------- | ----- |
| 1    | Freddie Spencer      | Honda      | 40.00.76 | 1       | 15    |
| 2    | Anton Mang           | Honda      | 40.10.58 | 3       | 12    |
| 3    | Fausto Ricci         | Honda      | 40.25.45 | 10      | 10    |
| 4    | Manfred Herweh       | Real       | 40.30.61 | 6       | 8     |
| 5    | Carlos Lavado        | Yamaha     | 40.30.79 | 4       | 6     |
| 6    | Pierre Bolle         | Parisienne | 40.31.11 | 13      | 5     |
| 7    | Jacques Cornu        | Honda      | 40.32.44 | 14      | 4     |
| 8    | Jean-François Baldé  | Yamaha     | 40.48.56 | 12      | 3     |
| 9    | Dominique Sarron     | Honda      | 40.49.26 | 9       | 2     |
| 10   | Luis Miguel Reyes    | Cobas      | 40.49.59 | 17      | 1     |
| 11   | Juan Garriga         | Rotax      | 40.49.96 | 30      |       |
| 12   | Thierry Rapicault    | Yamaha     | 40.53.26 | 18      |       |
| 13   | Jean-Michel Mattioli | Yamaha     | 40.53.63 | 11      |       |
| 14   | Niall Mackenzie      | Armstrong  | 40.53.90 | 24      |       |
| 15   | Roland Freymond      | Yamaha     | 41.14.30 | 25      |       |
| 16   | Harald Eckl          | ES         | 41.15.43 | 22      |       |
| 17   | Patrick Igoa         | Honda      | 41.31.16 | 15      |       |
| 18   | Massimo Matteoni     | Honda      | 41.34.59 | 35      |       |
| 19   | Stefano Caracchi     | MBA        | 1 giro   | 38      |       |
| 20   | Jean-Luc Guillemet   | Yamaha     | 2 giri   | 29      |       |
| 21   | Mario Rademeyer      | Yamaha     | 2 giri   | 31      |       |

### Ritirati
| Pilota                 | Moto       | Motivo | Griglia |
| ---------------------- | ---------- | ------ | ------- |
| Carlos Cardús          | Cobas      |        | 7       |
| Reinhold Roth          | Yamaha     |        | 16      |
| Jean-Louis Guignabodet | Rotax      |        | 20      |
| Jean Foray             | Chevallier |        | 5       |
| Karl Thomas Bacher     | Rotax      |        | 23      |
| Jacky Onda             | Pernod     |        | 27      |
| Antonio Neto           | Cobas      |        | 8       |
| Siegfried Minich       | Yamaha     |        | 32      |
| Stéphane Mertens       | Yamaha     |        | 21      |
| Patrick Fernandez      | Cobas      |        | 26      |
| Maurizio Vitali        | MBA        |        | 36      |
| Alan Carter            | Honda      |        | 29      |
| Éric Saul              | Comoth     |        | 37      |

### Non partiti
| Pilota         | Moto      | Motivo | Griglia |
| -------------- | --------- | ------ | ------- |
| Martin Wimmer  | Yamaha    |        | 2       |
| Guy Bertin     | Malanca   |        | 33      |
| August Auinger | Bartol    |        | 19      |
| Donnie McLeod  | Armstrong |        | 34      |

## Classe 125
Prima vittoria nel motomondiale per l'italiano Ezio Gianola che ha preceduto Fausto Gresini, suo caposquadra in Garelli, e lo svizzero Bruno Kneubühler.
Grazie al secondo posto, Gresini raggiunge la testa del mondiale, superando di un punto l'altro italiano Pier Paolo Bianchi giunto qui al quinto posto.

### Arrivati al traguardo
| Pos. | Pilota             | Moto    | Tempo    | Griglia | Punti |
| ---- | ------------------ | ------- | -------- | ------- | ----- |
| 1    | Ezio Gianola       | Garelli | 39.11.46 | 2       | 15    |
| 2    | Fausto Gresini     | Garelli | 39.11.68 | 1       | 12    |
| 3    | Bruno Kneubühler   | MBA     | 39.23.87 | 4       | 10    |
| 4    | Domenico Brigaglia | MBA     | 39.26.52 | 22      | 8     |
| 5    | Pier Paolo Bianchi | MBA     | 39.28.96 | 3       | 6     |
| 6    | Jean-Claude Selini | MBA     | 39.33.53 | 5       | 5     |
| 7    | August Auinger     | MBA     | 39.51.49 | 6       | 4     |
| 8    | Giuseppe Ascareggi | MBA     | 39.55.35 | 20      | 3     |
| 9    | Håkan Olsson       | MBA     | 39.56.14 | 16      | 2     |
| 10   | Olivier Liégeois   | MBA     | 39.58.98 | 8       | 1     |
| 11   | Willy Pérez        | MBA     | 39.59.98 | 9       |       |
| 12   | Jussi Hautaniemi   | MBA     | 40.00.71 | 12      |       |
| 13   | Thierry Feuz       | MBA     | 40.04.77 | 11      |       |
| 14   | Johnny Wickström   | MBA     | 40.08.65 | 15      |       |
| 15   | Paul Bordes        | MBA     | 40.30.82 | 17      |       |
| 16   | Andrés Sánchez     | MBA     | 40.42.78 | 13      |       |
| 17   | Jacky Hutteau      | MBA     | 40.43.82 | 23      |       |
| 18   | Bady Hassaine      | MBA     | 40.47.55 | 27      |       |
| 19   | Michel Escudier    | MBA     | 40.47.84 | 28      |       |
| 20   | Eric Gijsel        | MBA     | 40.48.10 | 25      |       |
| 21   | Mike Leitner       | MBA     | 40.51.32 | 24      |       |
| 22   | Boy van Erp        | MBA     | 40.53.97 | 29      |       |
| 23   | Fernando Gonzalez  | MBA     | 40.59.36 | 34      |       |
| 24   | Gilles Payraudeau  | MBA     | 41.00.94 | 31      |       |
| 25   | Wilhelm Lücke      | MBA     | 1 giro   | 36      |       |
| 26   | Beat Sidler        | MBA     | 1 giro   | 38      |       |
| 27   | Peter Balaz        | MBA     | 1 giro   | 32      |       |
| 28   | Robin Appleyard    | MBA     | 1 giro   | 18      |       |
| 29   | Jean-Marc Nobleaux | MBA     | 1 giro   | 35      |       |

### Ritirati
| Pilota               | Moto | Motivo | Griglia |
| -------------------- | ---- | ------ | ------- |
| Thomas Pedersen      | MBA  |        | 14      |
| Karl Dauer           | MBA  |        | 21      |
| Alex Bedford         | MBA  |        | 7       |
| Adolf Stadler        | MBA  |        | 26      |
| Franz Birrer         | MBA  |        | 37      |
| Christian Le Badezet | MBA  |        | 30      |
| Anton Straver        | MBA  |        | 19      |

### Non partiti
| Pilota           | Moto | Motivo | Griglia |
| ---------------- | ---- | ------ | ------- |
| Lucio Pietroniro | MBA  |        | 10      |
| Ton Spek         | MBA  |        | 33      |

## Classe 80
Ritornato da poco a gareggiare nelle piccole cilindrate dopo un inizio di stagione in cui aveva gareggiato senza risultati di rilievo nella classe 250, lo spagnolo Ángel Nieto ottiene il suo novantesimo successo nei GP del mondiale, precedendo sul traguardo il neo campione del mondo Stefan Dörflinger e l'olandese Henk van Kessel.

### Arrivati al traguardo
| Pos. | Pilota              | Moto       | Tempo    | Griglia | Punti |
| ---- | ------------------- | ---------- | -------- | ------- | ----- |
| 1    | Ángel Nieto         | Derbi      | 32.43.35 | 4       | 15    |
| 2    | Stefan Dörflinger   | Krauser    | 32.56.46 | 2       | 12    |
| 3    | Henk van Kessel     | Huvo-Casal | 33.06.63 | 12      | 10    |
| 4    | Jean-Marc Velay     | Casal      | 33.06.86 | 8       | 8     |
| 5    | Gerhard Waibel      | Seel       | 33.07.50 | 13      | 6     |
| 6    | Domingo Gil Blanco  | Autisa     | 33.11.37 | 15      | 5     |
| 7    | Paul Rimmelzwaan    | Harmsen    | 33.12.44 | 10      | 4     |
| 8    | Gerd Kafka          | Seel       | 33.15.13 | 11      | 3     |
| 9    | Ian McConnachie     | Krauser    | 33.27.38 | 5       | 2     |
| 10   | Theo Timmer         | Huvo-Casal | 33.27.58 | 9       | 1     |
| 11   | Serge Julin         | Casal      | 33.40.80 | 14      |       |
| 12   | Jos van Dongen      | Casal      | 33.41.01 | 18      |       |
| 13   | Günter Schirnhofer  | Krauser    | 33.48.90 | 16      |       |
| 14   | René Dunki          | Krauser    | 33.55.72 | 20      |       |
| 15   | Reinhard Koberstein | Seel       | 34.31.87 | 22      |       |
| 16   | Kees Besseling      | CJB        | 1 giro   | 6       |       |
| 17   | Lionel Robert       | Scrab      | 1 giro   | 26      |       |
| 18   | Richard Bay         | Rupp       | 1 giro   | 24      |       |
| 19   | Herri Torrontegui   | Cobas      | 1 giro   | 27      |       |
| 20   | Chris Baert         | Eberhardt  | 1 giro   | 28      |       |
| 21   | Johan Auer          | Eberhardt  | 1 giro   | 34      |       |
| 22   | Mika Sakari Komu    | Eberhardt  | 1 giro   | 33      |       |
| 23   | Jean-Luc Facon      | Huvo-Casal | 1 giro   | 30      |       |
| 24   | José Saez Calabuig  | Derbi      | 1 giro   | 32      |       |
| 25   | Thomas Engl         | ESCN       | 1 giro   | 36      |       |

### Ritirati
| Pilota            | Moto       | Motivo | Griglia |
| ----------------- | ---------- | ------ | ------- |
| Jorge Martínez    | Derbi      |        | 1       |
| Manuel Herreros   | Derbi      |        | 3       |
| Rainer Kunz       | Ziegler    |        | 7       |
| Paolo Priori      | Lusuardi   |        | 29      |
| Aad Wijsman       | Harmsen    |        | 31      |
| Paul Bordes       | Scrab      |        | 17      |
| Reiner Koster     | LCR        |        | 25      |
| Hans Koopman      | Ziegler    |        | 19      |
| Juan Ramón Bolart | Autisa     |        | 21      |
| Daniel Mateos     | Autisa     |        | 23      |
| Thierry Hemery    | Huvo-Casal |        | 35      |

## Classe sidecar
Seconda vittoria consecutiva per l'equipaggio Egbert Streuer-Bernard Schnieders, che precede al traguardo Werner Schwärzel-Fritz Buck; i leader del mondiale Rolf Biland-Kurt Waltisperg, che dopo aver assunto la testa della corsa erano stati superati da Streuer al 3º giro, sono stati alla fine costretti al ritiro da un guasto meccanico.
I risultati di Le Mans cambiano le posizioni in classifica, dove ora Schwärzel conduce con 61 punti, davanti a Streuer a 58; Biland, che rimane fermo a 50 punti, scivola in terza posizione.  

### Arrivati al traguardo (posizioni a punti)[5]
| Pos | Pilota           | Passeggero         | Moto          | Tempo    | Punti |
| --- | ---------------- | ------------------ | ------------- | -------- | ----- |
| 1   | Egbert Streuer   | Bernard Schnieders | LCR-Yamaha    | 37'05"94 | 15    |
| 2   | Werner Schwärzel | Fritz Buck         | LCR-Yamaha    | 37'19"89 | 12    |
| 3   | Masato Kumano    | Helmut Diehl       | LCR-Yamaha    | 38'02"46 | 10    |
| 4   | Frank Wrathall   | Graham Rose        | Seymaz-Yamaha | 38'02"80 | 8     |
| 5   | Derek Jones      | Brian Ayres        | LCR-Yamaha    | 38'11"36 | 6     |
| 6   | Markus Egloff    | Urs Egloff         | LCR-Yamaha    | 38'15"15 | 5     |
| 7   | Alfred Zurbrügg  | Martin Zurbrügg    | LCR-Yamaha    | +1 giro  | 4     |
| 8   | Luigi Casagrande | René Nydegger      | LCR-Yamaha    | +1 giro  | 3     |
| 9   | Graham Gleeson   | Kerry Chapman      | LCR-Yamaha    | +1 giro  | 2     |
| 10  | Rolf Steinhausen | Bruno Hiller       | Busch-Yamaha  | +1 giro  | 1     |